# Terovo
Terovo (en rus: Терово) és un poble (un possiólok) de l'óblast de Vólogda, a Rússia, que el 2002 tenia 13 habitants.